# Ісмаїл аль-Фарукі
Ісмаїл Раджі аль-Фарукі (араб. إسماعيل راجي الفاروقي 1 січня 1921 – 27 травня 1986) був палестинсько-американським філософом, відомим своїм внеском в ісламські дослідження та міжрелігійний діалог. Він навчався в Каїрі в Університет Аль-Азхар і викладав у Північній Америці, включаючи Університет Макгілла в Монреалі, Канада. Аль-Фарук був професором релігії в Темпльському університеті, де заснував і очолив програму ісламських досліджень. Він також заснував Міжнародний інститут ісламської думки (IIIT). Аль-Фарук написав понад 100 статей і 25 книг, включаючи Christian Ethics: A Historical and Systematic Analysis of Its Dominant Ideas та Al-Tawhid: Its Implications For Thought And Life.

## Раннє життя та освіта
Аль-Фарук народився в Яффі, в Британській підмандатній Палестині. Його батько, 'Абд аль-Худа аль-Фарук, був ісламським суддею (каді). Аль-Фарук отримав початкову релігійну освіту вдома та в місцевій мечеті. У 1936 році він почав навчатися у французькому домініканському Колеж де Фрер де Яффа.
У 1942 році його призначили реєстратором кооперативних товариств під час Британського мандату в Єрусалимі. У 1945 році він став губернатором округу Галілея. Після арабо-ізраїльської війни 1948 року аль-Фарук емігрував до Бейрута, Ліван, де навчався в Американському університеті Бейрута. Згодом він вступив до Індіанський університет, отримавши ступінь магістра філософії з дисертацією The Ethics of Reason and the Ethics of Life (Kantian and Nietzschean Ethics) у 1949 році.
У своїй магістерській дисертації аль-Фарук досліджував етику Іммануїла Канта та Фрідріха Ніцше. Він продовжив здобувати другий ступінь магістра філософії в Гарвардський університет у 1951 році та захистив докторську дисертацію On Justifying the Good в Індіанському університеті в 1952 році. У своїй докторській дисертації аль-Фарук стверджував, що цінності є абсолютними, самостійно існуючими сутностями, відомими апріорі через емоційну інтуїцію. Він базував свої теорії на використанні феноменології Макса Шелера та етичних дослідженнях Ніколая Гартмана.
Його дослідження привели його до висновку, що відсутність трансцендентної основи веде до морального релятивізму, що спонукало його переосмислити свою ісламську спадщину. Через шість років перебування в США він визнав необхідність більш глибокого вивчення ісламу, що привело його до навчання в Університеті Аль-Азхар у Єгипті. До того часу, коли він залишив Сполучені Штати, він розвинув нові питання про моральні зобов'язання і прагнув інтегрувати свої інтелектуальні пошуки зі своєю ісламською ідентичністю.

## Академічна кар'єра
У 1958 році аль-Фарук отримав запрошення на тимчасову стипендію на факультеті богослов'я Університету Макгілла. Він жив у Віль Сен-Лоран і приєднався до Інституту ісламських досліджень Університету Макгілла за запрошенням його засновника, Вілфреда Кантвелла Сміта. З 1958 по 1961 рік він викладав разом зі Смітом і був відомий своїм динамічним та оригінальним підходом до ісламської думки. Під час свого перебування він вивчав християнську теологію та юдаїзм і познайомився з пакистанським філософом Фазлуром Рахманом. У 1961 році Рахман влаштував для аль-Фарука дворічне призначення в Центральний інститут ісламських досліджень у Карачі, Пакистан, щоб ознайомити його з різноманітними мусульманськими культурами. Аль-Фарук працював там як запрошений професор з 1961 по 1963 рік.
У 1964 році аль-Фарук повернувся до Сполучених Штатів і працював запрошеним професором у богословській школі Чиказького університету та доцентом у Сіракузькому університеті. У 1968 році він приєднався до Темпльського університету як професор релігії, де заснував програму ісламських досліджень і працював на цій посаді до своєї смерті в 1986 році. Під час свого перебування в Темпльському університеті аль-Фарук наставляв багатьох студентів, включаючи свого першого докторанта Джона Еспозіто.
У березні 1977 року аль-Фарук зіграв значну роль у Першій всесвітній конференції з мусульманської освіти в Мецці. У цій конференції брали участь такі учасники, як Мухаммад Камал Хасан, Сайєд Мухаммад Накиб аль-Аттас і Сайєд Алі Ашраф. Конференція заклала основу для створення ісламських університетів у Дакці, Ісламабаді, Куала-Лумпурі, Кампалі та Нігер. Аль-Фарук був важливим у дискусіях на конференції та розробці її планів дій.

## Філософія та думки

### Рання думка: Арабізм
Ранні інтелектуальні інтереси аль-Фарука зосереджувалися на уруба (арабізм). Він стверджував, що уруба є основною ідентичністю та набором цінностей, що об'єднують усіх мусульман в одну спільноту віруючих (умма). Аль-Фарук вважав, що арабська мова, як мова Корану, є необхідною для повного розуміння ісламської концепції світу. Він вважав, що уруба невіддільна від мусульманської ідентичності, охоплюючи як лінгвістичні, так і релігійні аспекти.
Аль-Фарук також наголошував на концепції таухід (монотеїзм) як центральному елементі арабської релігійної свідомості, яку він знаходив у юдаїзмі, християнстві та ісламі. Ця ідея підкреслювала спільний потік монотеїстичних переконань у цих релігіях, що мали свої корені в арабській культурі та мові. Він вважав, що іслам і монотеїзм були подарунками арабської свідомості людству, що було протиставленням расово-орієнтованому націоналізму сучасної епохи.
Цей підхід критикували деякі науковці за його сприйнятий есенціалістський і арабоцентричний підхід. Критики, включаючи неарабських мусульманських інтелектуалів, ставили під сумнів його твердження, що арабська мова є єдиною лінгвістичною структурою, придатною для ісламської думки. Перебування аль-Фарука в Пакистані, де він був ознайомлений з різноманітними мусульманськими культурами, мало змінило його арабоцентричні погляди спочатку.

### Перехід до ісламізму
Перспективи аль-Фарука значно змінилися після його переїзду до Сполучених Штатів. Його участь у Асоціації мусульманських студентів (MSA) при Темпльському університеті ознайомила його з різноманітною групою мусульманських студентів з різних культурних середовищ. Ця експозиція змусила його переглянути свій раніше акцент на арабізм. Він почав надавати пріоритет ширшій ісламській ідентичності над арабським націоналізмом, заявивши: "Ще кілька місяців тому я був палестинцем, арабом і мусульманином. Тепер я мусульманин, який випадково є арабом з Палестини". Розмірковуючи над своєю ідентичністю, аль-Фарук зауважив: "Я запитав себе: хто я? Палестинець, філософ, ліберальний гуманіст? Моя відповідь була: я мусульманин".
Цей перехід також був зумовлений його участю в міжрелігійному діалозі, де він почав бачити важливість єдиної ісламської ідентичності для сприяння змістовним розмовам з немусульманами. Участь аль-Фарука в MSA і його зустрічі з різноманітними мусульманськими культурами в Сполучених Штатах ще більше зміцнили його ширшу ісламську ідентичність над його раніше арабоцентричними поглядами.

### Мета-релігія
Аль-Фарук прагнув встановити метарелігійні принципи, засновані на розумі, щоб оцінювати релігії за універсальними стандартами, а не одна проти одної. Цей амбітний проєкт мав на меті знайти спільні основи для розуміння та співпраці між різними вірами. Він запропонував кілька керівних принципів для діалогу, включаючи те, що всі діалоги підлягають критиці, комунікація повинна дотримуватися законів внутрішньої та зовнішньої узгодженості, діалог повинен відповідати реальності та бути вільним від "канонічних фігурацій", а також зосередження на етичних питаннях замість теологічних суперечок.
Аль-Фарук вважав, що метарелігійний діалог може слугувати засобом досягнення взаєморозуміння та поваги між різними релігійними спільнотами, допомагаючи подолати розрив, створений догматичними відмінностями. Його зосередження на етиці над теологією було спрямоване на сприяння більш конструктивним і менш конфліктним міжрелігійним взаємодіям.

### Цілісне знання
Аль-Фарук значно сприяв розвитку концепції цілісного знання, висловлюючи занепокоєння з приводу секуляризації знань у мусульманських суспільствах. Він обговорював "хворобу умми" і стверджував, що покладення на західні секулярні інструменти та методи призвело до розриву з екологічними та соціальними реаліями мусульманських країн, часто нехтуючи порушеннями ісламської етики. Він наголошував на важливості інтеграції ісламських принципів із сучасними знаннями для вирішення сучасних проблем і збереження етичної цілісності умми.
Пізніші інтелектуальні зусилля аль-Фарука були зосереджені на ісламізації знань. Він прагнув гармонізувати ісламські принципи з сучасними академічними дисциплінами, advocating for a holistic integration of faith and reason. Його робота в цій галузі culminated in the founding of IIIT, яка aimed to develop an Islamic epistemology and methodology for various fields of study.
Аль-Фарук наголошував на необхідності інтеграції ісламських знань із сучасними науками. Він вірив у розробку єдиної ісламської навчальної програми, яка включала б сучасні дисципліни, але базувалася на ісламській думці. Його підхід передбачав систематичний процес ідентифікації та усунення елементів, несумісних з ісламськими принципами, та інтеграцію ісламських цінностей у різні академічні дисципліни.
Зосереджуючись на освітній реформі, аль-Фарук advocate for створення comprehensive curricula and academic institutions that combine Islamic and modern sciences. Цей підхід мав на меті підготувати науковців, які володіли б обома сферами знань, здатних вирішувати сучасні проблеми з ісламської перспективи. Аль-Фарук також наголошував на важливості розвитку навчальних програм, practical strategies for implementation, і цілісного підходу до реформування всієї освітньої системи.

### Погляди на сіонізм
Аль-Фарук був відвертим критиком сіонізму, вважаючи його несумісним з юдаїзмом через його націоналістичну ідеологію. Він стверджував, що несправедливості, спричинені сіонізмом, вимагають його демонтажу. Він запропонував, щоб колишні ізраїльські євреї, які відмовилися від сіонізму, могли жити як "умматична спільнота" в межах мусульманського світу, дотримуючись єврейського закону, як його тлумачать рабинські суди в ісламській системі. Цей підхід підкреслював його прагнення до справедливості, rooted in Islamic principles.

## Наукові досягнення
У 1980 році аль-Фарук співзаснував Міжнародний інститут ісламської думки (IIIT) разом з Таха Джабір аль-Алавані, Абдул Хамід АбуСулейман і Анвар Ібрагім.
Аль-Фарук вніс значний внесок у ісламські дослідження через свої обширні праці та участь у академічних та міжрелігійних організаціях. Він написав понад 100 статей у наукових журналах і журналах та опублікував 25 книг, включаючи Christian Ethics: A Historical and Systematic Analysis of Its Dominant Ideas (1968), Islam and the Problem of Israel (1980) та Al-Tawhid: Its Implications For Thought And Life (1982). Він брав участь у створенні Ісламської дослідницької групи Американської академії релігії і був її головою протягом десяти років. Крім того, він обіймав посади віце-президента Міжрелігійного мирного колоквіуму та президента Американського ісламського коледжу в Чикаго.
Аль-Фарук запропонував концепцію таухід (монотеїзм) як об'єднуючий принцип в ісламській думці, наголошуючи на її значущості в різних аспектах життя, включаючи етику, політику та освіту. Його ініціатива "ісламізації знань" мала на меті інтеграцію ісламських принципів із сучасними академічними дисциплінами, сприяючи цілісній інтеграції віри та розуму. В IIIT його робота включала створення рамок для ісламської епістемології, включаючи розробку навчальних планів і дослідницьких методологій, заснованих на ісламській думці. Ця ініціатива мала на меті вирішити проблеми, спричинені секуляризацією, і взаємодіяти з інтелектуальною традицією ісламу.
За словами Ібрагіма Каліна, ініціатива "ісламізації знань" аль-Фарука була зосереджена переважно на гуманітарних науках, виключаючи сучасні наукові знання, що призвело до соціологічного фокусу в ісламських знаннях і нехтування секуляризуючим впливом сучасної науки.
Аль-Фарук також був залучений до міжрелігійного діалогу, сприяючи взаєморозумінню та співпраці між різними релігійними спільнотами. Його зусилля були спрямовані на сприяння глобальному середовищу миру та поваги, підкреслюючи спільні риси між ісламом, християнством та юдаїзмом.

## Сучасна актуальність
Ідеї аль-Фарука про ісламізацію знань продовжують впливати на сучасну ісламську думку. Його наголос на інтеграції ісламських принципів із сучасними академічними дисциплінами залишається актуальним для науковців та викладачів, які прагнуть гармонізувати віру та розум. Його роботи часто цитуються на наукових конференціях та у публікаціях з ісламської думки та освіти.
Внесок аль-Фарука у міжрелігійний діалог також широко визнаний. Його зусилля з просування взаєморозуміння та співпраці між різними релігійними спільнотами відзначені в кількох наукових працях. Його підхід до міжрелігійного діалогу, який підкреслював спільні риси між ісламом, християнством та юдаїзмом, вважається важливим внеском у сприяння глобальному середовищу миру та поваги.
Його внесок у мусульманську спільноту в Монреалі та його вплив на ісламське наукове співтовариство визнані посмертно.
[[File
.png|thumb|Спільна могила Ісмаїла аль-Фарука та його дружини]]

## Смерть
У травні 1986 року аль-Фарук і його дружина були вбиті у своєму будинку в Вінкот, Пенсильванія|Вінкоті, Пенсильванія, Джозефом Луїсом Янгом, також відомим як Юсуф Алі. Янг зізнався у злочині, був засуджений до смертної кари і помер у в'язниці природною смертю у 1996 році. В результаті нападу їхня дочка Анмар аль-Зейн була серйозно поранена, але вижила після тривалого медичного лікування. Існують різні теорії щодо мотивів вбивств, включаючи невдалу крадіжку та політично мотивоване вбивство.